# ラザロ徴候
ラザロ徴候（ラザロちょうこう、英語: Lazarus sign）は、脳死とされる患者が自発的に手や足を動かす動作のことである。1984年にA･H･ロッパーによって脳神経科学誌の『Neurology』に報告され、ラザロ徴候と名づけられた。名前は新約聖書でイエスによってよみがえったとされるユダヤ人のラザロに由来する。ラザロ症候群（en:Lazarus syndrome）との混同に注意。

## 原因
ロッパーはこれを低酸素による脊髄反射（脊椎自動反射）と説明しており、現在の医学では一般にこの主張が受け入れられている。しかし、この説を否定する意見もあり、延髄が関与しているという見解も存在する。

## 動作
- 胴体や腕、足等に鳥肌が見られる。
- 腕が持ち上がり硬直する。
- 背中が反る。

等が報告されている。

## 議論
- ロッパーは「脳死患者の人工呼吸器が最終的に外される段階になったら、家族等の近親者には病室から退室してもらえるようにするのが望ましい」とコメントしている。脳死患者の近親者へのインフォームド・コンセントをいかに果たすかについては注意して考えていく必要がある。
- ラザロ徴候時に、数時間にわたる自発的な動きが確認された事例が存在する[4]。

## ラザロ徴候が登場する作品
- メンタリスト シーズン2 #17 「赤い箱」